# Берта Бургундска
Берта Бургундска (Bertha, * 964/965; † 16 януари 1010/1016) е кралица на Франция през 996 – 1003/1005 г.

## Биография
Дъщеря е на Конрад III (крал на Бургундия от Велфите; † 19 октомври 993) и втората му съпруга Матилда Френска, дъщеря на западнофранкския крал Луи IV и Герберга Саксонска. Тя е кръстена на Берта Швабска, майката на нейния баща. Сестра е на Рудолф III и Герберга Бургундска. Племенница е на императрица Аделхайд и крал Лотар от Франция и роднина на Ото I Велики. Така тя е роднина както с Каролингите, така и с Отоните.
През 983 г. Берта се омъжва за Одо I, граф на Блоа (975 – 995), и има с него пет деца, между тях Тибо II (995 – 1004), Од II (1004 – 1037).
През 996 г. тя се омъжва за бездетния си братовчед Робер II, крал на Франция през 996 – 1031 г. от династията Капетинги. Той е син на Хуго Капет и Аделхайд Аквитанска. Берта и Робер II нямат деца и се разделят през 1003 г. и Робер II се жени за Констанца Прованска, която му ражда синове.